# Курон Веноста
Курон Веноста (итал. Curon Venosta) је насеље у Италији у округу Болцано, региону Трентино-Јужни Тирол.
Према процени из 2011. у насељу је живело 308 становника. Насеље се налази на надморској висини од 1533 м.

## Становништво
| 1931. | 1936. | 1951. | 1961. | 1971. | 1981. | 1991. | 2001. | 2011. |
| ----- | ----- | ----- | ----- | ----- | ----- | ----- | ----- | ----- |
| 2.350 | 2.372 | 2.125 | 2.187 | 2.258 | 2.361 | 2.331 | 2.379 | 2.423 |